# 胡安·德·富卡海峡

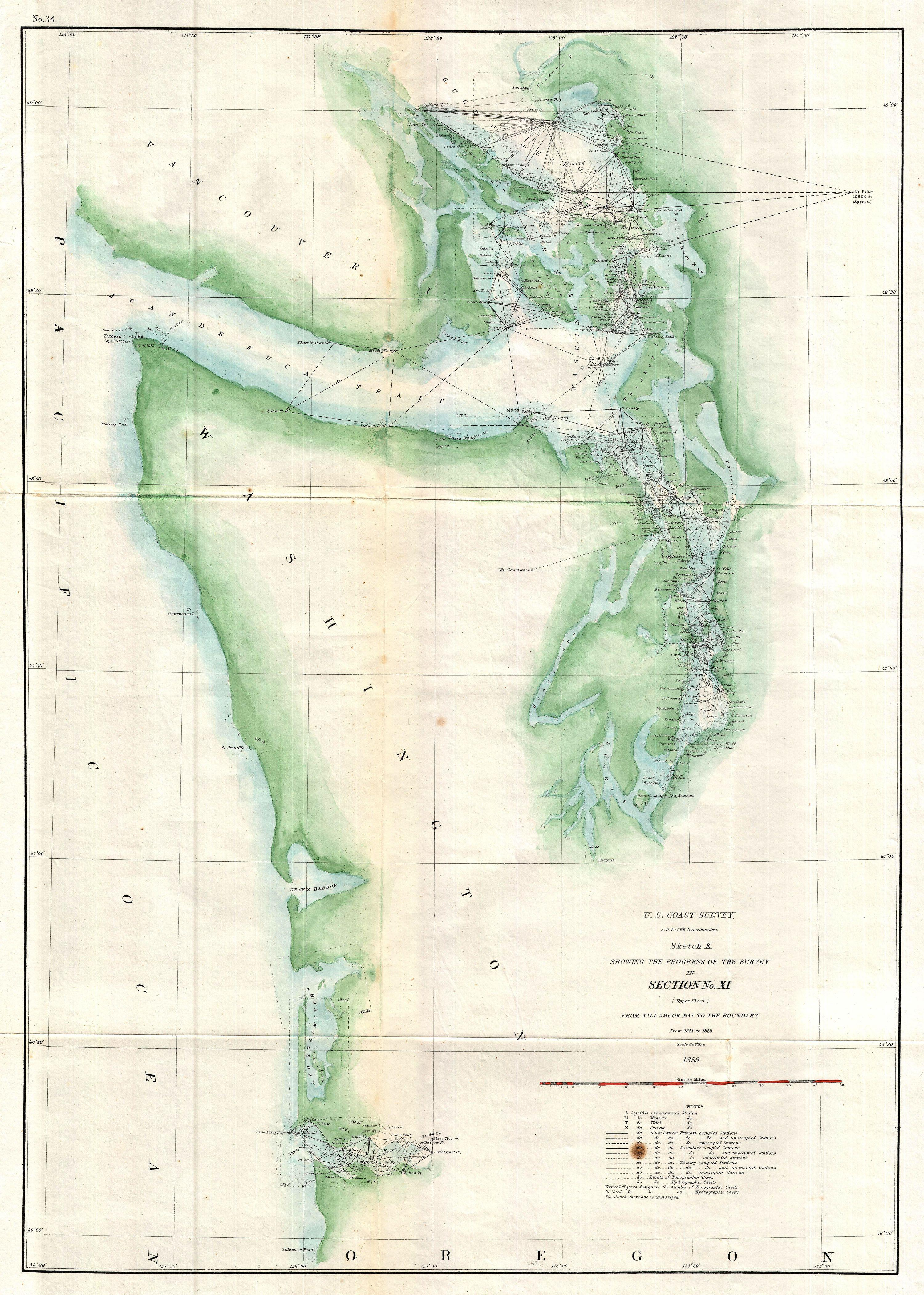
胡安·德·富卡海峡與華盛頓州奥林匹克半島，1859年地圖

胡安·德·富卡海峡（英語：Strait of Juan de Fuca）是一条长达154公里（96英里）的大型水道，它是乔治亚海峡和皮吉特湾通往太平洋的主要出口。该海峡的部分构成了美國－加拿大邊境線。
1787年，一位名为查爾斯·威廉·巴克利的英国船長将这条海峡命名为胡安·德·富卡海峡，以纪念1592年随同西班牙探險隊出海寻找传说中的亚泥俺海峡的西班牙航海家胡安·德富卡。1789年至1791年间，曼努埃尔·坎佩尔、何塞·玛丽亚·纳瓦埃斯、胡安·卡拉斯科、贡萨·洛佩斯·德·哈罗和弗朗西斯·德·埃莉萨对该海峡进行了详细的勘察。

## 定义
美國地質調查局将胡安·德·富卡海峡归类为海峡。它西起加拿大不列颠哥伦比亚省溫哥華島和美国华盛顿州奧林匹克半島附近的太平洋海域，东接哈羅海峽、罗萨里奥海峡、圣胡安海峡（San Juan Channel）和皮吉特湾。与太平洋以溫哥華島卡曼那岬角（Carmanah Point）和华盛顿州的夫拉特黎岬角、塔圖許島為界；北面沿著温哥华岛的海岸线從卡曼那岬角至冈萨雷斯角（Gonzales Point），繼而向東延伸至聖胡安群島；南面為奥林匹克半岛的海岸线。

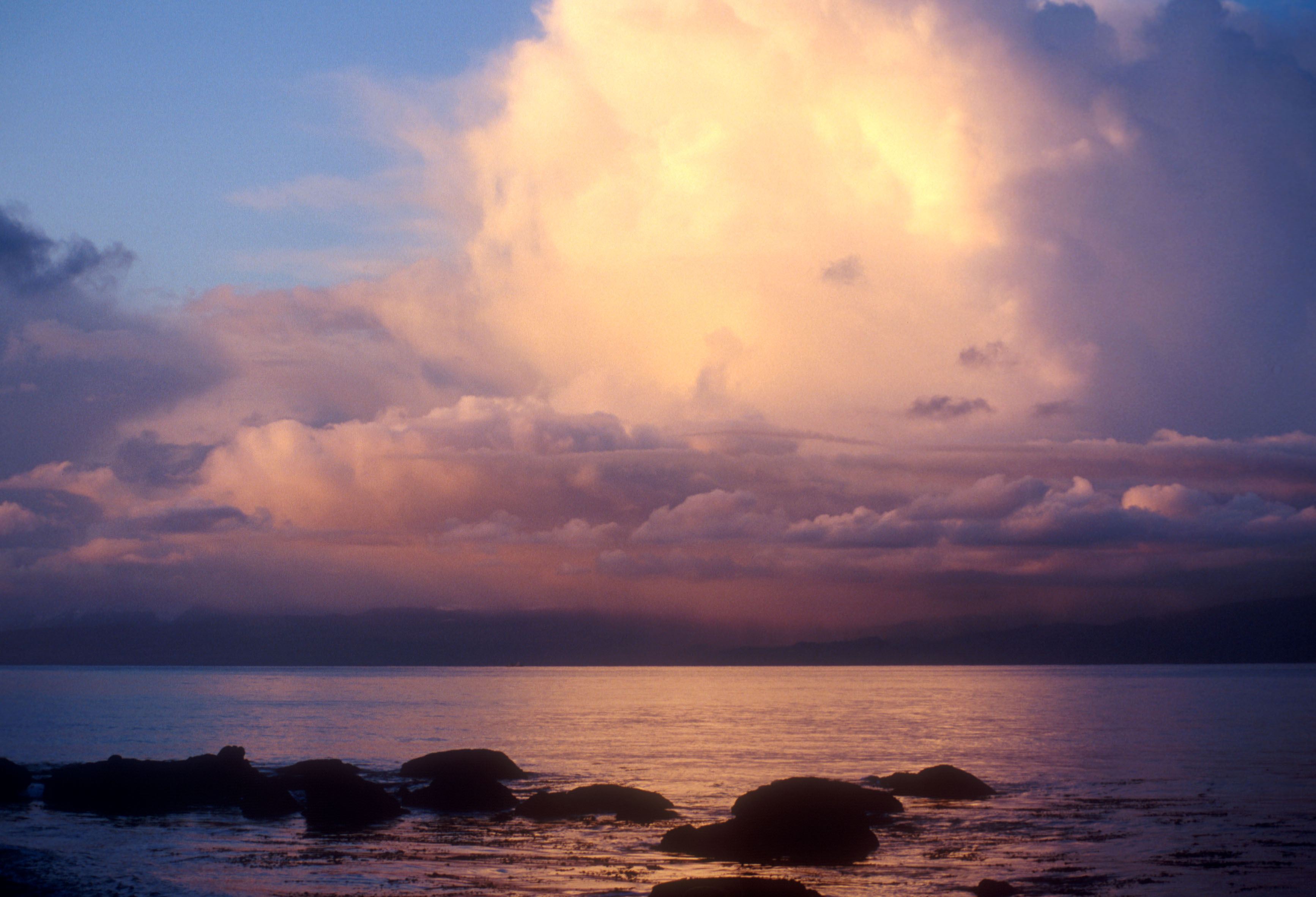
海峡中的日落场景

## 天气
由于常年面对着来自太平洋的西风和海浪，胡安·德·富卡海峡的水面状况和天气较之内陆更为封闭的水体来说恶劣得多，时常会出现小规模的航运事故。

## 渡船
在美国华盛顿州的安吉利斯港和加拿大不列颠哥伦比亚省的维多利亚之间，每天都有数班跨越国境的车辆渡轮。

## 边界争端
胡安·德·富卡海峡内的部分水域仍然属于美加两国的边界争端领域。尽管美国和加拿大政府均同意依照等距原则处理边界问题，但是不列颠哥伦比亚行省则坚持胡安·德·富卡海峡的海底最低点才应该是正当的“地貌学和地理学分界线”。

## 临近的郡县和地区
临近该海峡的郡县和地区包括：
- 克拉蘭郡
- 傑佛遜郡
- 岛县
- 聖胡安郡
- 不列颠哥伦比亚省首府地區